# Mala Klitna, Krasîliv
Mala Klitna (în ucraineană Мала Клітна) este localitatea de reședință a comunei Mala Klitna din raionul Krasîliv, regiunea Hmelnîțkîi, Ucraina.

## Demografie
Componența lingvistică a localității Mala Klitna
     Ucraineană (98,78%)
     Alte limbi (0,41%)
Conform recensământului din 2001, majoritatea populației localității Mala Klitna era vorbitoare de ucraineană (98,78%), existând în minoritate și vorbitori de alte limbi.